# James Guthrie (político)
James Guthrie (Condado de Nelson, 5 de dezembro de 1792 – Louisville, 13 de março de 1869) foi um advogado e político norte-americano do Partido Democrata que serviu como senador de 1865 até 1868, tendo anteriormente atuado como 21º Secretário do Tesouro dos Estados Unidos entre 1853 e 1857 durante a presidência de Franklin Pierce.
Como secretário, Guthrie assumiu a posição de administrador vigoroso e eficiente. Ele percebeu que o crescimento dos negócios do governo federal exigiam uma revisão nos métodos do Departamento do Tesouro, dessa forma reformando as regulamentações, cortando gastos desnecessários e combatendo a incompetência. Segundo o próprio, seu objetivo era "infundir vigilância, fidelidade e economia para dentro do serviço público".